# Дзвонарська вулиця (Калуш)
Вулиця Дзвона́рська — вулиця центральної частини міста Калуша.

## Розташування
Є продовженням вулиці Ковжуна від перехрестя з майданом Шептицького та площею Героїв, продовжується у вулицю Сівецьку від перехрестя з вулицею Винниченка та проспектом Лесі Українки. До Дзвонарської зліва прилучається вулиця Підвальна.

### Історія
Одна з найдавніших міських вулиць — вже наявна була на карті Апенцелєра 1787 року. Була частиною найдовшої колись у Калуші вулиці — Сівецької, яка в реєстрі вулиць Калуша 1939 року мала № 60 і знаходились будинки № 1232—1355. За часів СРСР 14.03.1947 була перейменована на вулицю Молотова (один з поплічників Сталіна) і 22.10.1957 на Семанишина (місцевий комуністичний посіпака).
5 лютого 1991 року ця частина вулиці відділена від Сівецької і названа на честь розташованої тут будівлі колись знаменитої ливарні дзвонів Фільчинських.

### Сьогодення
На лівому боці вулиці розташовані два дев'ятиповерхові будинки (№ 5, № 19). Навпроти школи знаходиться будинок № 5, на першому поверсі якого розташувалися різноманітні комерційні заклади: супермаркет 555, магазин побутової техніки «Електрон», меблевий магазин, магазин побутової хімії. Також в будівлі знаходяться заклади соціального призначення: відділення дитячої поліклініки, студії міського і районного телебачень та виставкова зала. За студією КМТ знаходиться двоповерхова добудова до будинку комерційного призначення. На першому поверсі розташований магазин паркету, а на другому — заклад швидкого харчування Роял Бургер.
Далі стоїть найвідоміша двоповерхова будівля вулиці — колишня ліярня дзвонів Фельчинських, яка використовується для комерційного призначення і містить ряд бутиків.
Вулиця найбільш відома продуктовим ринком, що складається із торгових рядів, декількох новозбудованих магазинів та манежу (до 1995 року стояв на стадіоні Хімік) з продажу м'ясних виробів. На ринку також розташовані дві аптеки та центральна філія Приватбанку. Позаду Приватбанку розташований Торговий центр, що торгує одягом — Пасаж.
З правого боку вулиці (від центру) розташовується ЗОШ № 3, СТО, магазин автозапчастин та басейн «Акваторія». До школи прилягають магазин шкільних товарів і торгові ряди. Ближче до р. Сівка розташувався речовий ринок — своєрідний секонд-хенд просто неба. Люди його називають «гуманітарка». Навпроти будинку № 19 знаходиться Торговий центр — Гостинний дім: на першому поверсі розташований однойменний продуктовий супермаркет, а на другому — торговий ряд з продажу одягу, біжутерії та посуду. На першому поверсі торгового центру з правого боку розташувалася піцерія.

### Транспортне сполучення
Початком вулиці проходять міські маршрути № 1-б, 5, 6 і 8. На вулиці немає жодної автобусної зупинки. Проте з вулиці легко можна дістатися на авто чи таксі до інших частин міста. Двосторонній проїзд повз ринок по вулиці з 8 вечора до 8 ранку, односторонній — удень.

### Фотогалерея

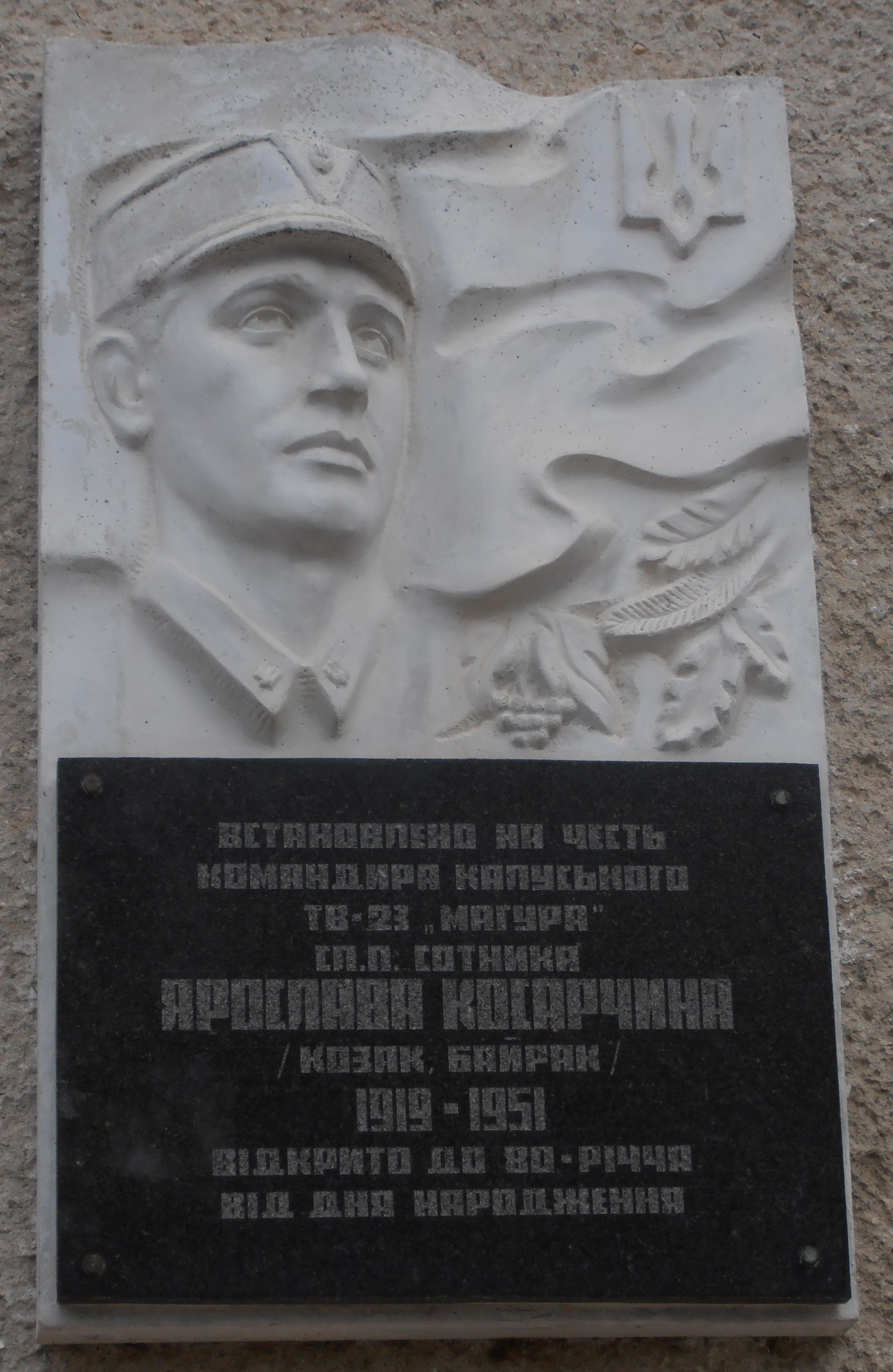
Меморіальна дошка Я. Косарчину
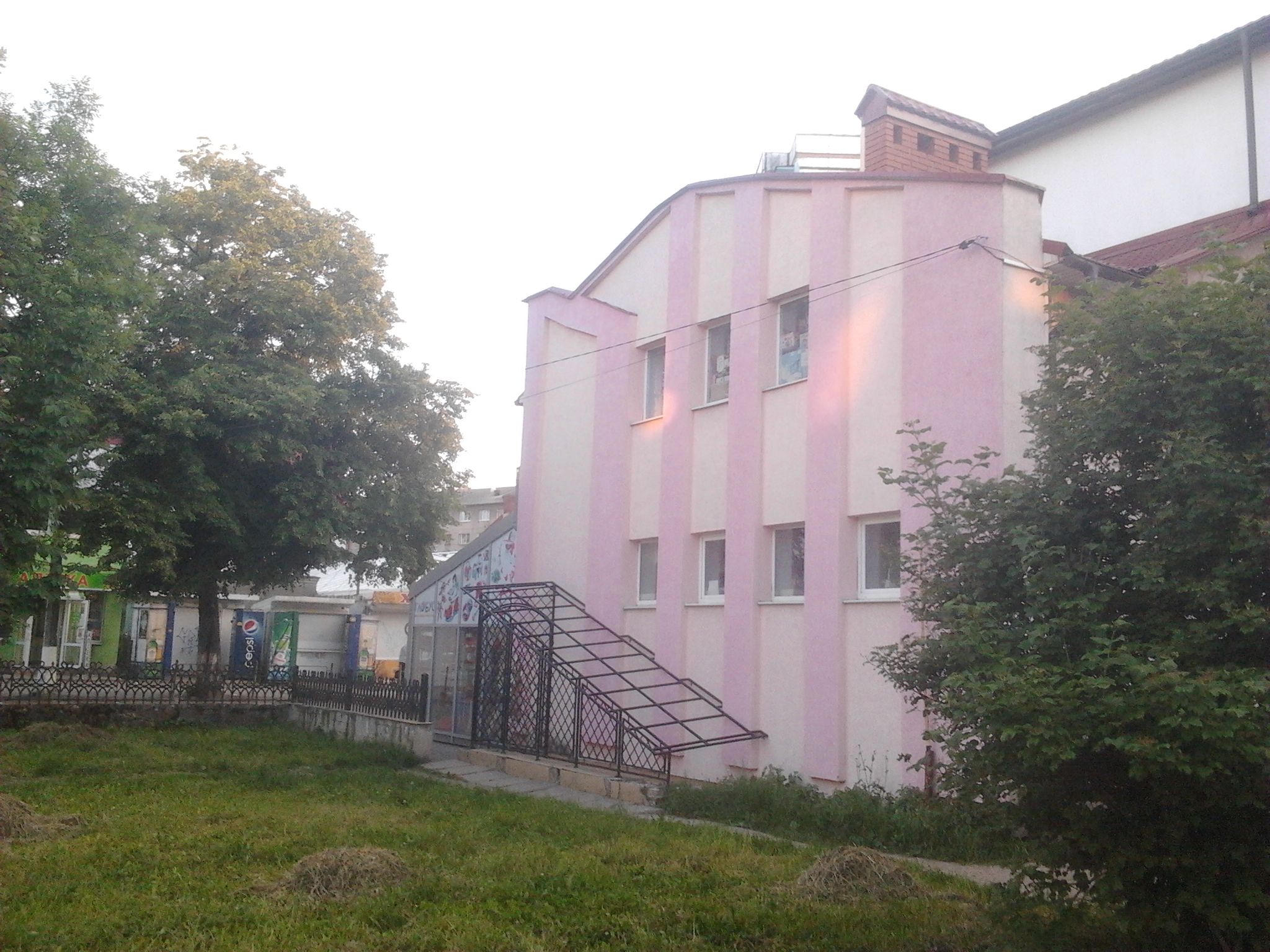
Магазин канцтоварів
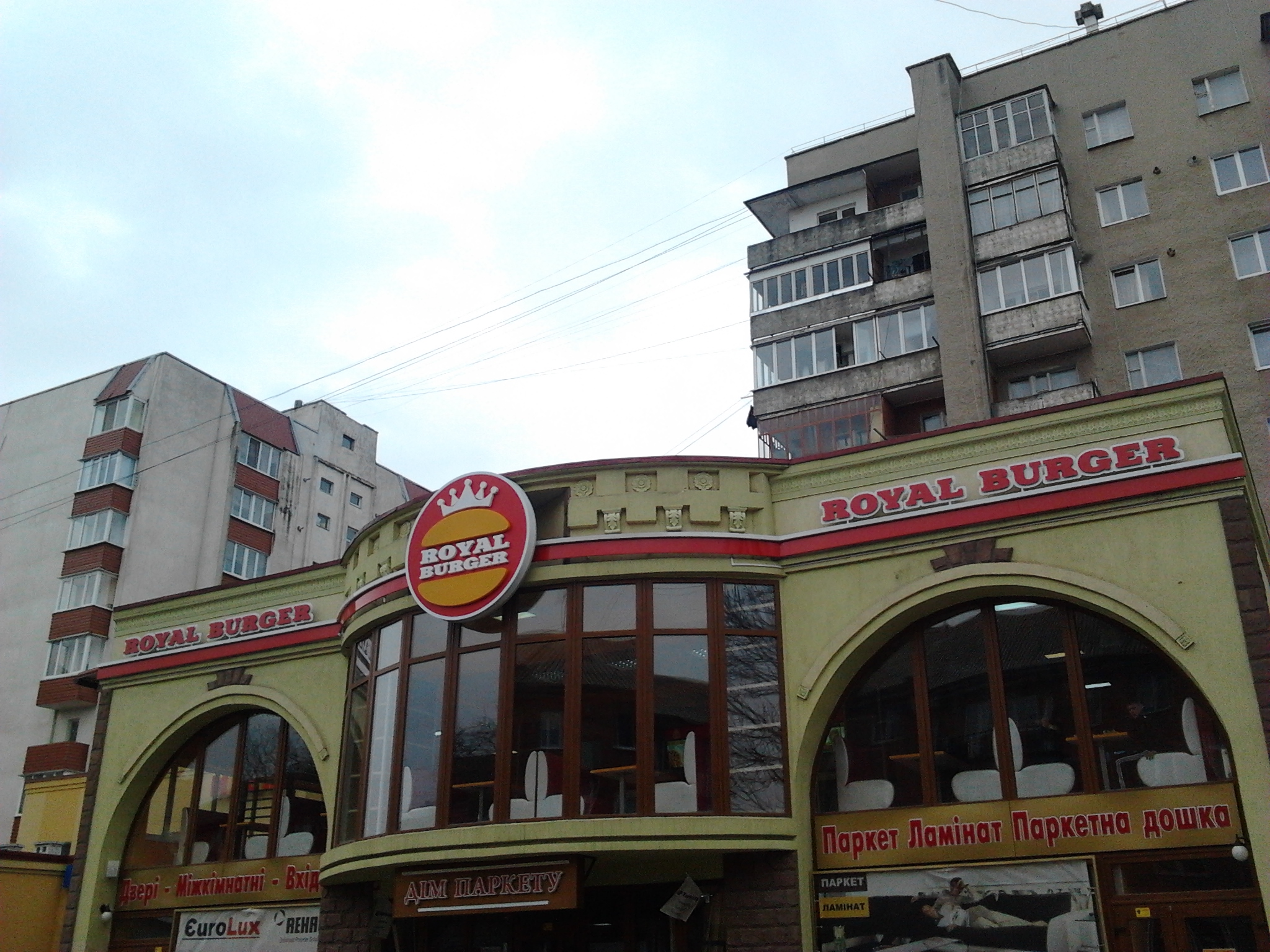
Магазин
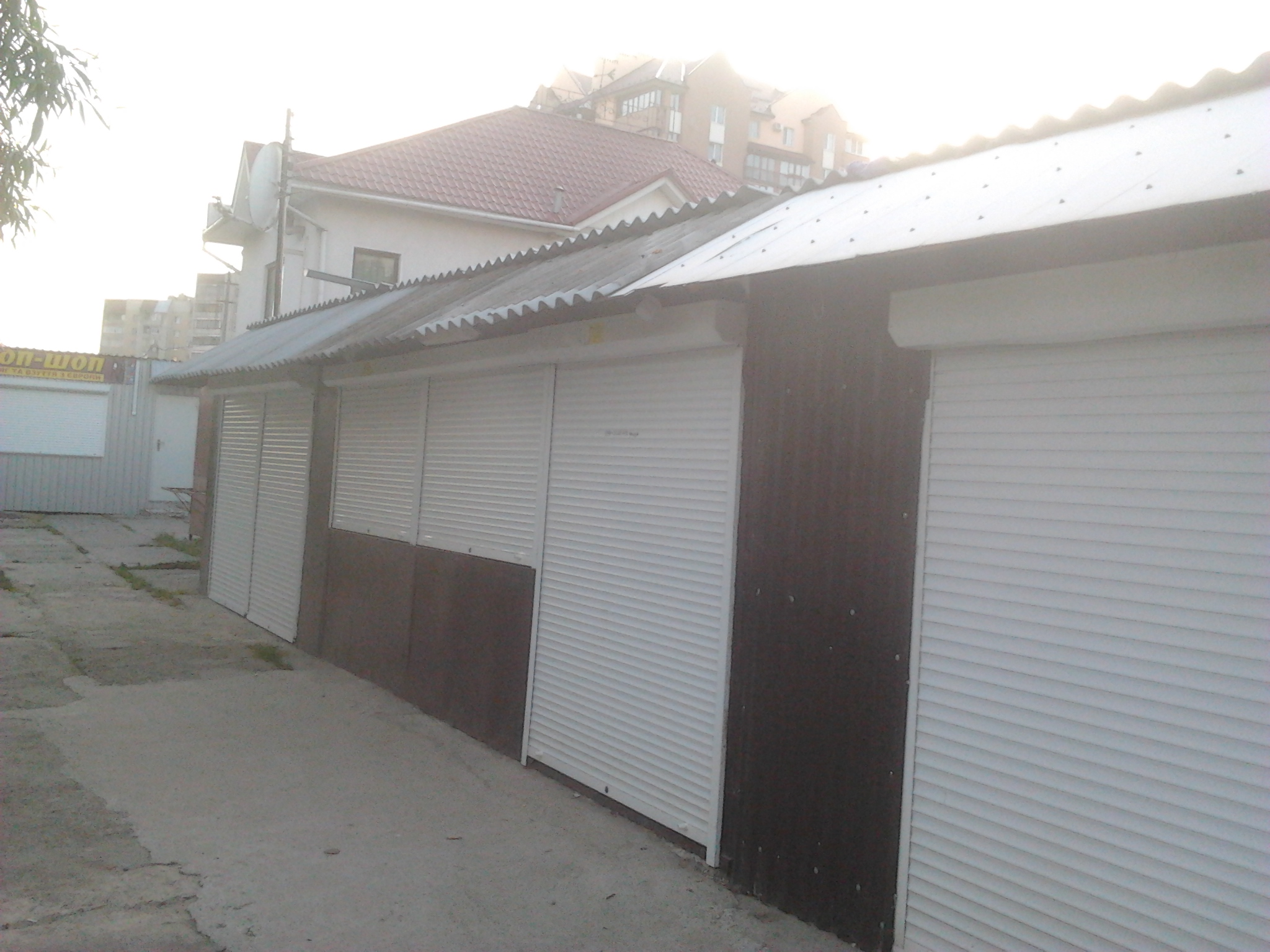
Ринкові кіоски
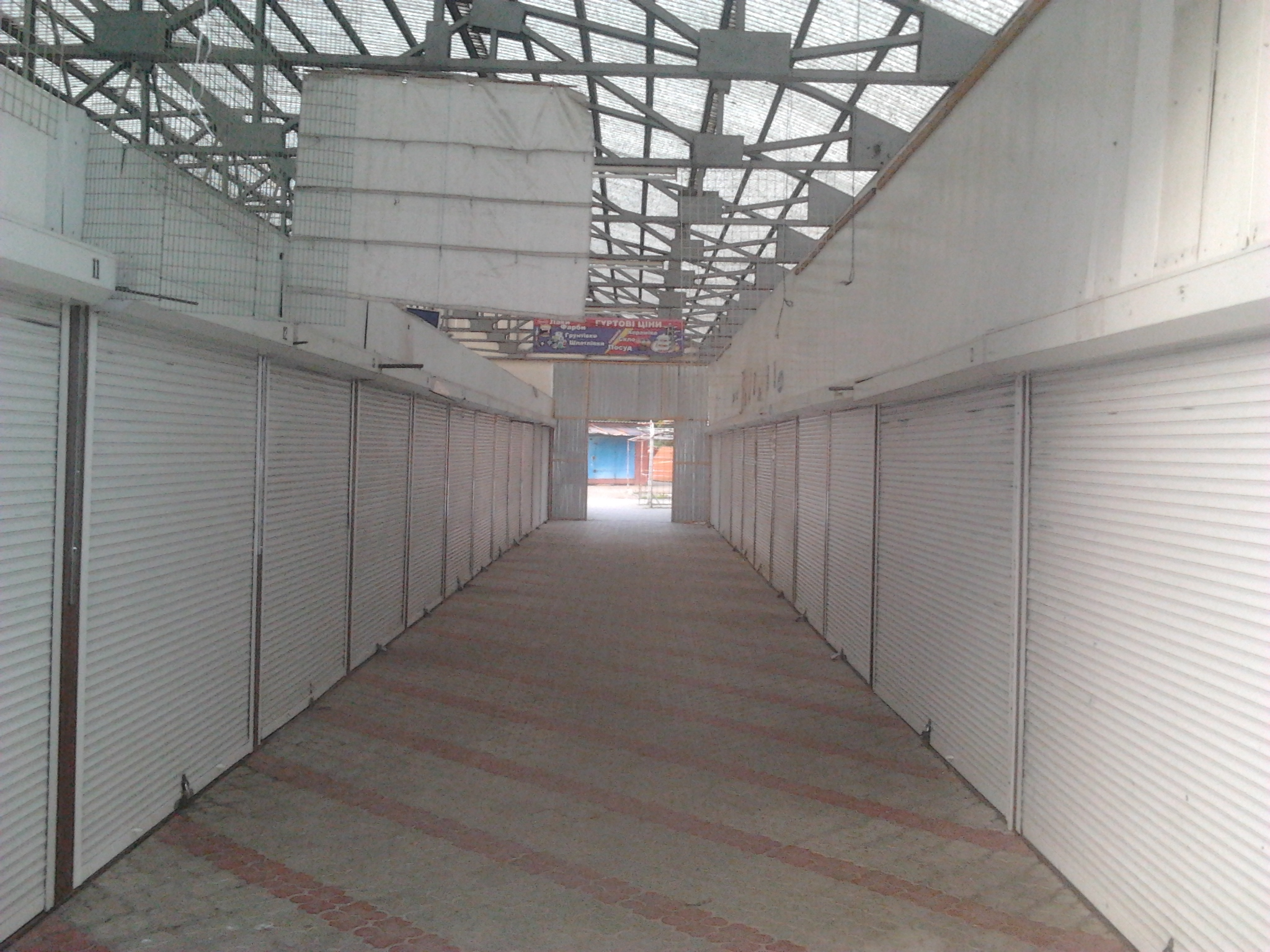
Критий ринок